# Olocuilta
Olocuilta é um município localizado no departamento de La Paz, em El Salvador.